# Parque botánico Galaringi
El Parque botánico Galaringi (inglés: Galaringi Botanic Parkland) es un jardín botánico de 23 hectáreas de extensión, próximo al centro de Carlingford, Nueva Gales del Sur, Australia. 
El código de reconocimiento internacional de "Galaringi Botanic Parkland" como miembro del "Botanic Gardens Conservation Internacional" (BGCI), así como las siglas de su herbario es GALAR.

## Localización e información
El jardín botánico se ubica en la región Sídney en su extrarradio.
Galaringi Botanic Parkland c/o 74 Honiton Ave., Carlingford, NSW 2118, Australia.
Planos y vistas satelitales.33°47′2.2128″S 151°3′11.9664″E / -33.783948000, 151.053324000
El parque se encuentra abierto todos los días de la semana, las 24 horas.

## Historia
Fue creado en 1993.

## Colecciones
Las colecciones vivas en el jardín botánico son al 100 % de flora australiana.
- De veinte a treinta árboles de la Herencia.
- Colección de árboles frutales en Portainjerto.